# ウルク文化
ウルク文化（ウルクぶんか、紀元前4000年ごろ - 紀元前3100年ごろ）は、銅器時代（金石併用時代）から青銅器時代初期にかけてメソポタミアに存在した先史文化。ウバイド文化の次に現れ、ジェムデト・ナスル文化へと継承されている。ウルク文化という名は、メソポタミア南部のシュメールの都市ウルクに由来する。この時期は都市国家がメソポタミアに多数勃興し、都市文化が栄えた時代であった。ウルク文化後期（紀元前34世紀から紀元前32世紀）には楔形文字が次第に現れ始め、青銅器も使用され始めた。
| ウルク文化の時系列              |                   |              |              |                                  |
| ウルクの地層                    | Dietz-Otto Edzard | Gebhard Selz | Ernst Kausen | 出来事                           |
| ウルク文化初期 ウルクXIV層      | 紀元前4千年紀     | 紀元前3900年 | 紀元前3500年 |                                  |
| ウルク文化中期 ウルクVI層       | 紀元前4千年紀     | 紀元前3450年 |              |                                  |
| ウルク文化後期 ウルクV層        | 紀元前4千年紀     | 紀元前3400年 |              |                                  |
| ウルク文化後期 ウルクIVa層      | 紀元前4千年紀     | 紀元前3200年 | 紀元前3150年 | シュメール語の文字、エアンナ神殿 |
| ウルク文化後期 ウルクIV層       | 紀元前4千年紀     | 紀元前3150年 | 紀元前3100年 | 円筒印章の出土                   |
| ジェムデト･ナスル期 ウルクIII層 | 紀元前3000年      | 紀元前3100年 | 紀元前3000年 | エラム文字                       |
| 初期王朝時代I ウルクII層        |                   | 紀元前2900年 | 紀元前2800年 |                                  |

これら都市国家の登場は、政府組織の登場を示すものである。ただし、強固な社会階層の登場は、ウルク期後期や紀元前3100年ごろの初期王朝時代開始時あたりまではまだ明確ではない。この時期の遺物には、縁が斜めになった大量生産のボウルがあり、これらは使い捨てで、大規模な建設工事など社会の成員が総出で野外に行った際に持ち出されたものと考えられる。都市の大きさは250エーカー（1平方キロメートル）にまで拡大し、ウルク期後期には1万人から2万人が住んだと見られる。
ウルク文化の時期分けは、ウルク遺跡の土層に基づいている。ウルクXVIII層からウルクXIV層はウルク期のものではなく、先行するウバイド期の遺跡と考えられる。ウルク期の土層はウルクXIV層からウルクIV層までで、ウルクIV層の後期は紀元前3300年から紀元前3100年にかけてと考えられる。ウルクIII層は紀元前3000年ごろで、このころから初期王朝時代に入ると考えられる。
ウルク期にはペルシア湾から地中海まで交易が広く行われ、広い範囲が植民地として支配された。また、ウルク期の文化はメソポタミア南部だけでなく、テペ・ガウラやテル・ブラクといったメソポタミア北部にまで影響を与えている。

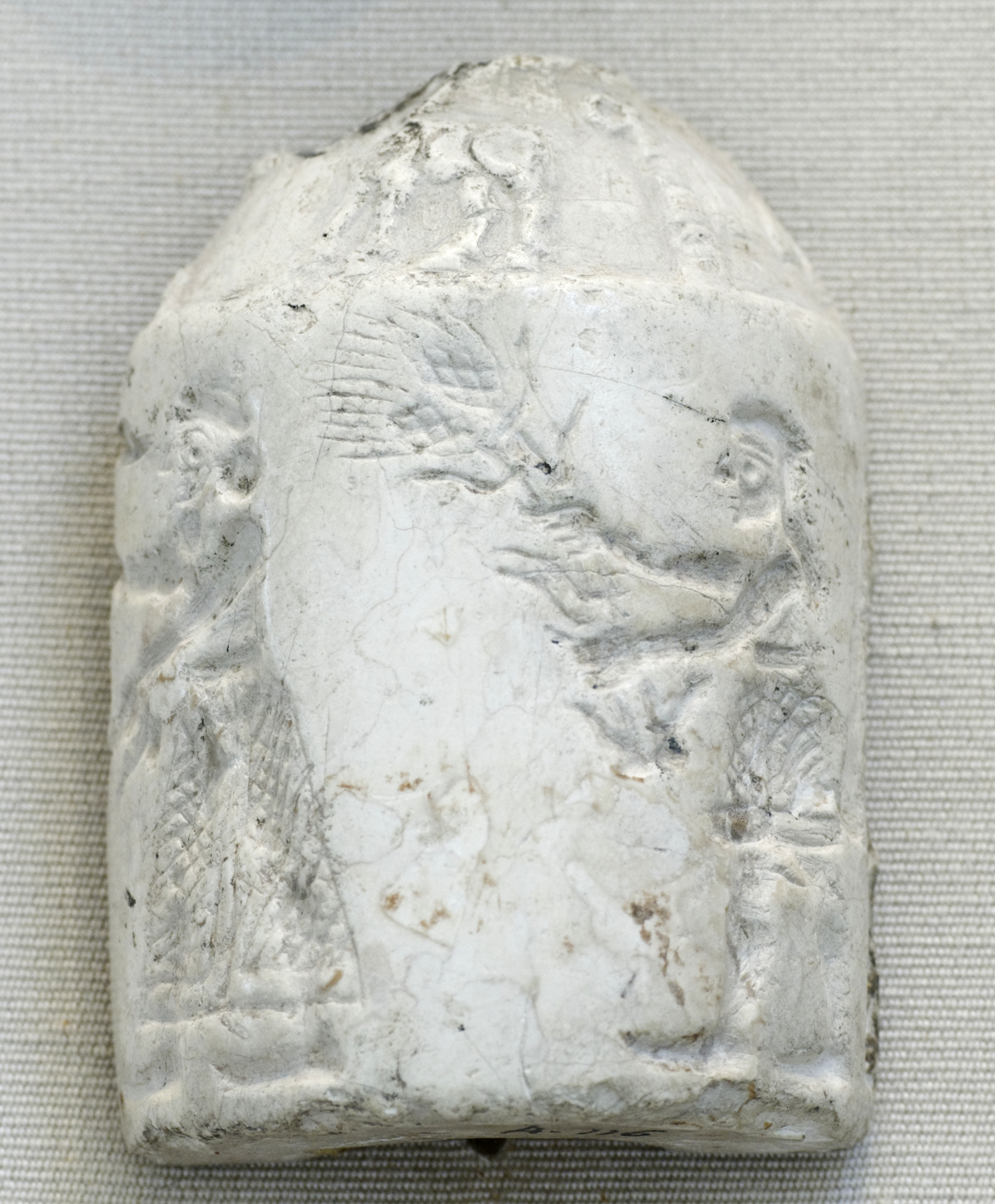
ウルク期の円筒印章
ウルクVI層からウルクV層にかけてのエアンナ神殿
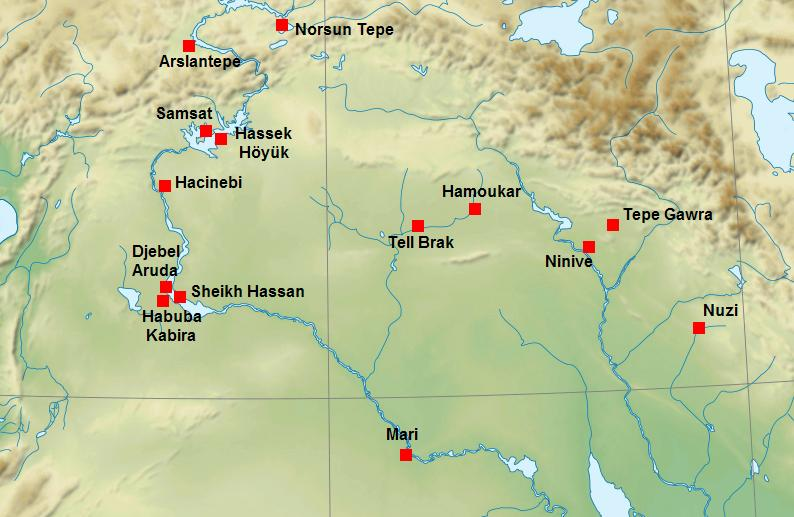
ウルク期の北メソポタミアの主な遺跡。マリ、テペ・ガウラ、テル・ブラク、ハモウカルなど、トルコ東南部からシリア東部、イラク北部にかけて広がる